# Resupinatus
Resupinatus Nees ex Gray (odgiętka) – rodzaj grzybów z rodziny Pleurotaceae.

## Charakterystyka
Nadrzewne grzyby saprotroficzne występujące na drewnie drzew liściastych, rzadko iglastych. W Europie występuje kilka gatunków, dwa z nich to grzyby cyfelloidalne. Owocniki kubkowate, miseczkowate lub dzwonkowate o szerokości do 15 mm, jasnoszare do brązowych, miękkie, lekko galaretowate. Hymenofor cyfelloidalny, poroidalny, czasami także blaszkowy o nielicznych, rzadkich i wypukłych blaszkachch. System strzępkowy monomityczny, strzępki generatywne ze sprzążkami. Bazydiospory półkuliste do kulistych, gładkie do kanciastych, w odczynniku Melzera nieamyloidalne. Czasami występują cheilocystydy. Dendrohyfidy jeśli występują, często są inkrustowane.

## Systematyka i nazewnictwo
Pozycja w klasyfikacji według Index Fungorum: Pleurotaceae, Agaricales, Agaricomycetidae, Agaricomycetes, Agaricomycotina, Basidiomycota, Fungi.
Synonimy nazwy naukowej: Asterotus Singer, Marasmius sect. Pleurotopsis Henn., Phyllotremella Lloyd, Phyllotus P. Karst., Pleurotopsis (Henn.) Earle, Rhodocyphella W.B. Cooke, Scytinotopsis Singer, Stigmatolemma Kalchbr., Urceolus Velen.
Polską nazwę nadali Barbara Gumińska i Władysław Wojewoda w 1983 r. W polskim piśmiennictwie mykologicznym należące do tego rodzaju gatunki opisywane były także jako boczniak.
Gatunki występujące w Polsce:
- Resupinatus applicatus (Batsch) Gray 1821 – odgiętka pofałdowana
- Resupinatus kavinii (Pilát) M.M. Moser 1978 – odgiętka malutka
- Resupinatus trichotis (Pers.) Singer 1961 – odgiętka czarniawa

Nazwy naukowe na podstawie Index Fungorum. Wykaz gatunków i nazwy polskie według Władysława Wojewody.